# Tom Holmes
Pour les articles homonymes, voir Holmes.
Thomas Richard Holmes, né le 12 mars 2000 à Londres, est un footballeur anglais qui joue au poste de défenseur à Luton Town.

## Carrière en club

### En club
En juillet 2017, il signe son premier contrat professionnel avec Reading, 
Le 2 septembre 2019, Holmes est prêté à Roulers.
Le 17 janvier 2024, il rejoint Luton Town, et prêté à Reading FC.